# Emerich Jenei
Emerich Alexandru Jenei (Hășmaș, 22 de março de 1937) é um ex-futebolista e ex-treinador de futebol romeno que atuava como volante.
É considerado um dos melhores treinadores da história do futebol romeno, juntamente com Ștefan Kovács, Mircea Lucescu e Anghel Iordănescu. Em clubes, seu maior feito foi o título da Taça dos Clubes Campeões Europeus de 1985–86 pelo Steaua Bucareste. É também o segundo treinador com mais títulos do Campeonato Romeno, com 6 conquistas (empatado com Dan Petrescu).

## Vida pessoal

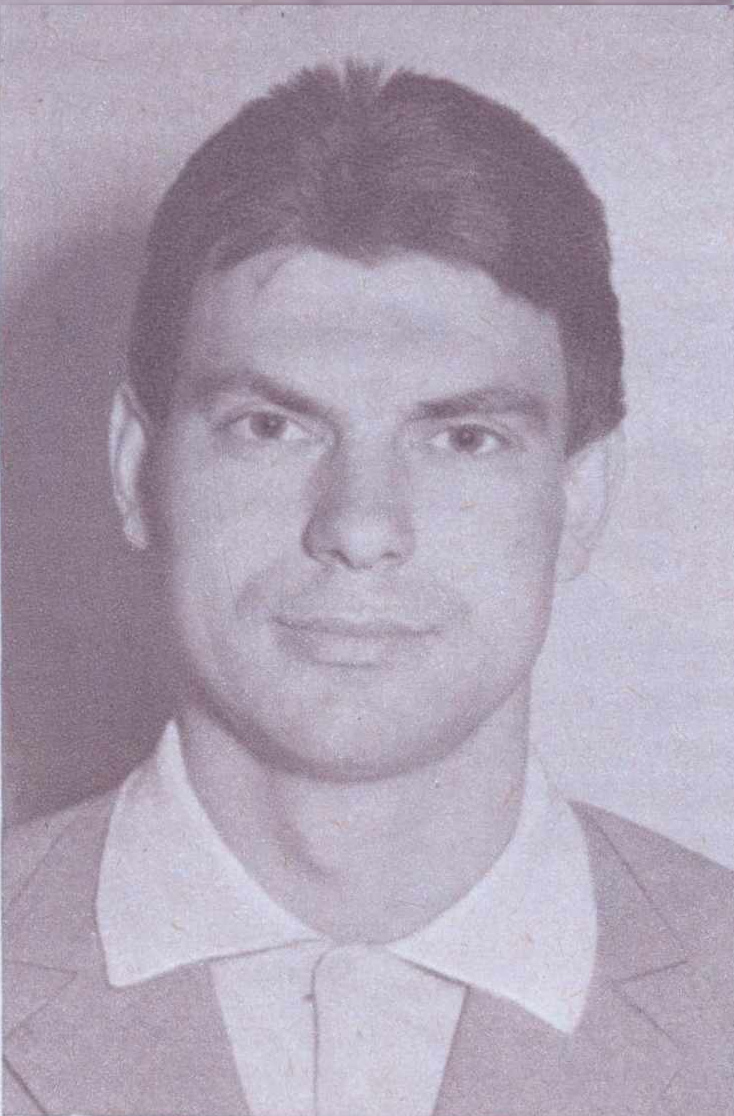
Jenei em 1963.

Filho de um casal de húngaros, Jenei perdeu sua mãe aos 12 anos e pretendia se tornar advogado antes de iniciar a carreira no futebol.

## Carreira como jogador
Reveleado pelo Flamura Roşie Arad, chegou ao Steaua Bucareste em 1957 e defendeu os Roș-albaștrii em 254 partidas até 1969, quando chegou aos 32 anos (idade permitida para que atletas dos países da Cortina de Ferro jogassem em outras ligas) se mudou para a Turquia, onde atuaria pelo Kayserispor por 2 temporadas, encerrando a carreira em 1971, aos 34 anos.
Pela Seleção Romena, Jenei disputou 12 jogos entre 1957 e 1964, ano em que disputou os Jogos Olímpicos de Tóquio.

## Carreira como treinador
Em 1972, Jenei voltou ao Steaua para trabalhar como auxiliar-técnico de Gheorghe Constantin, permanecendo por uma temporada. Sua estreia como técnico foi também nos Roș-albaștrii, em 1975, permanecendo no cargo até 1978. Teve ainda outras 5 passagens como treinador da equipe (1983–1984, 1984–1986, 1991, 1993–1994 e 1998–2000), vivendo seu auge na temporada 1985–86, quando o Steaua venceu a Taça dos Campeões Europeus, derrotando o Barcelona nos pênaltis. Comandou também Bihor Oradea, Olimpia Satu Mare, CS Târgoviște, Fehérvár Videoton, Panionios e Universitatea Craiova, além da seleção da Hungria.
Pela Seleção Romena, participou da Copa de 1990 e da Eurocopa de 2000, última competição de sua carreira como técnico. Ele seguiu ligado ao futebol como presidente do FC Bihor e também trabalhou na Federação Romena de Futebol.

## Títulos

### Como jogador
Steaua Bucareste
- Campeonato Romeno: 1959–60, 1960–61 1967–68
- Copa da Romênia: 1961–62, 1965–66, 1966–67, 1968–69

### Como treinador
Steaua Bucareste
- Campeonato Romeno: 1975–76, 1977–78, 1984–85, 1985–86, 1986–87, 1993–94
- Copa da Romênia: 1975–76, 1984–85, 1998–99
- Liga dos Campeões da UEFA: 1985–86